# Deutsche Badmintonmeisterschaft 2024
Die Deutsche Badmintonmeisterschaft 2024 fand vom 1. bis zum 4. Februar 2024 in der Seidensticker Halle in Bielefeld statt. Es war die 72. Auflage der Titelkämpfe.

## Medaillengewinner
| Disziplin    | Gold                                                                      | Silber                                                               | Bronze                                                                       |
| ------------ | ------------------------------------------------------------------------- | -------------------------------------------------------------------- | ---------------------------------------------------------------------------- |
| Herreneinzel | Matthias Kicklitz (Blau-Weiss Wittorf)                                    | Fabian Roth (TV Refrath)                                             | Brian Holtschke (TV Refrath)                                                 |
| Herreneinzel | Matthias Kicklitz (Blau-Weiss Wittorf)                                    | Fabian Roth (TV Refrath)                                             | Samuel Hsiao (1. BC Wipperfeld)                                              |
| Dameneinzel  | Yvonne Li (SV Fun-Ball Dortelweil)                                        | Fabienne Deprez (SpVgg Sterkrade-Nord)                               | Miranda Wilson (SG Schorndorf)                                               |
| Dameneinzel  | Yvonne Li (SV Fun-Ball Dortelweil)                                        | Fabienne Deprez (SpVgg Sterkrade-Nord)                               | Florentine Schöffski (TV Refrath)                                            |
| Herrendoppel | Bjarne Geiss (Blau-Weiss Wittorf) Jan Colin Völker (TV Refrath)           | Marvin Datko (1. BC Bischmisheim) Kenneth Neumann (1. BC Wipperfeld) | David Eckerlin (1. BC Wipperfeld) Simon Krax (1. BV Maintal)                 |
| Herrendoppel | Bjarne Geiss (Blau-Weiss Wittorf) Jan Colin Völker (TV Refrath)           | Marvin Datko (1. BC Bischmisheim) Kenneth Neumann (1. BC Wipperfeld) | Daniel Seifert (TSV Trittau) Alexander Strehse (SV Hammer)                   |
| Damendoppel  | Julia Meyer (TV Refrath) Leona Michalski (TV Refrath)                     | Vanessa Aslan-Seele (1. BC Beuel) Anna Mejikovskiy (1. BC Beuel)     | Annika Horbach (TSV Trittau) Brid Stepper (1. BC Beuel)                      |
| Damendoppel  | Julia Meyer (TV Refrath) Leona Michalski (TV Refrath)                     | Vanessa Aslan-Seele (1. BC Beuel) Anna Mejikovskiy (1. BC Beuel)     | Nadine Cordes (VfB Peine) Lena Fischer (SSV WBG Bochum)                      |
| Mixed        | Matthias Kicklitz (Blau-Weiss Wittorf) Yvonne Li (SV Fun-Ball Dortelweil) | Jan Colin Völker (TV Refrath) Stine Küspert (1. BC Bischmisheim)     | Kenneth Neumann (1. BC Wipperfeld) Thuc Phuong Nguyen (1. BC Wipperfeld)     |
| Mixed        | Matthias Kicklitz (Blau-Weiss Wittorf) Yvonne Li (SV Fun-Ball Dortelweil) | Jan Colin Völker (TV Refrath) Stine Küspert (1. BC Bischmisheim)     | Patrick Scheiel (Blau-Weiss Wittorf) Franziska Volkmann (Blau-Weiss Wittorf) |